# Championnat NCAA de football américain 2022
Navigation
Édition précédente Édition suivante
Le Championnat NCAA de football américain 2022 est la saison 2022 du championnat de football américain universitaire de Division I (FBS) organisé par la NCAA aux États-Unis. Il rassemble 131 équipes.
La saison régulière débute le 27 août 2022 et se termine le 10 décembre 2022. L'après-saison régulière débutera le 17 décembre 2022 et se terminera le 9 janvier 2023 par la finale nationale (College Football Championship Game 2023) qui se déroulera au SoFi Stadium d'
Inglewood en Californie. Les deux finalistes seront issus du tournoi réunissant les 4 meilleures équipes de la saison, celles-ci étant désignées par le Comité du College Football Playoff.
La présente saison est considérée également comme la 153e saison de l'histoire du football universitaire, aucun match n'ayant été joué en 1871.

## Changements

### Les conférences
L'Université James Madison commence sa transition en NCAA Division I FBS lors de la saison 2022 en intégrant la Sun Belt Conference comme membre à part entière et devient de facto éligible pour un bowl.
Les universités Marshall, Old Dominion et Southern Miss rejoignent la Sun Belt Conference et quittent la Conférence USA en 2022 alors qu'ils avaient initialement annoncé qu'elles feraient cette démarche en 2023. La C-USA a néanmoins insisté sur le fait qu'elles étaient toutes les trois liées à leur conférence pendant la saison 2022-2023. Marshall intente alors une action contre la conférence C-USA dans le but de forcer son changement de conférence en 2022. Finalement, les deux parties parviennent à un accord permettant aux trois universités de rejoindre la Sun Belt Conference dès juillet 2022.
| Programme                      | Ancienne conférence (2021) | Nouvelle conférence (2022) |
| ------------------------------ | -------------------------- | -------------------------- |
| Dukes de James Madison         | CAA (FCS)                  | Sun Belt                   |
| Thundering Herd de Marshall    | C-USA                      | Sun Belt                   |
| Monarchs d'Old Dominion        | C-USA                      | Sun Belt                   |
| Golden Eagles de Southern Miss | C-USA                      | Sun Belt                   |

Douze autres équipes changent de conférence ou n'ont plus le statut d'équipe indépendante à l'issue de cette saison. En plus des Dukes de James Madison, deux autres universités de la NCAA Division I FCS, les Gamecocks de Jacksonville State et les Bearkats de Sam Houston State commenceront leur transition de la FCS vers la FBS mais ne rejoindront leur future conférence (la Conference USA) qu'en 2023.
| Programme                       | Ancienne conférence (2022) | Nouvelle conférence (2023) |
| ------------------------------- | -------------------------- | -------------------------- |
| Cougars de BYU                  | Indépendant                | Big 12                     |
| 49ers de Charlotte              | C-USA                      | AAC                        |
| Bearcats de Cincinnati          | AAC                        | Big 12                     |
| Owls de Florida Atlantic        | C-USA                      | AAC                        |
| Cougars de Houston              | AAC                        | Big 12                     |
| Flames de Liberty               | Indépendant                | C-USA                      |
| Aggies de New Mexico State      | Indépendant                | C-USA                      |
| Mean Green de North Texas       | C-USA                      | AAC                        |
| Owls de Rice                    | C-USA                      | AAC                        |
| Blazers de l'UAB                | C-USA                      | AAC                        |
| Knights de l'UCF                | AAC                        | Big 12                     |
| Roadrunners de l'UTSA           | C-USA                      | AAC                        |
| Gamecocks de Jacksonville State | ASUN (FCS)                 | C-USA                      |
| Bearkats de Sam Houston State   | WAC (FCS)                  | C-USA                      |

USC et UCLA annoncent le 30 juin 2022, leur intention de quitter leur conférence historique, la Pac-12 pour rejoindre la Big Ten Conference dès 2024.
La déclaration des 2 programmes majeurs de Los Angeles secoue le monde du College Football, dans la lignée de Texas et Oklahoma en 2021, l'ère des Super-conférences basé sur les revenus des droits télé plutôt que sur la zone géographique ou encore la tradition du sport universitaire s'impose. Enfin, cela remet également en cause, l'« alliance » signée en aout 2021, entre la Pacific-12 Conference (Pac-12), la Big Ten Conference et l'Atlantic Coast Conference (ACC), qui avait pour but de « stabiliser l'environnement actuel » du sport universitaire.

### Nouvelles règles
Les règles suivants ont été recommandées à la NCAA pour la saison 2022 :
- Toute action de provocation envers un adversaire sera pénalisée.
- Des sanctions automatiques pour conduite anti-sportive seront imposées à un entraîneur qui quitte la zone réservée à l'équipe ou qui se rend sur le terrain pour discuter avec les arbitres.
- Lorsqu'un joueur est disqualifié à la suite d'une faute dite de targeting au cours d'une seconde mi-temps ou en prolongation (ce qui nécessite normalement une suspension prolongée à la première mi-temps du prochain match programmé), un processus d'appel devient disponible pour permettre au coordinateur national des « officiels » (actuellement Steve Shaw) d'examiner les enregistrements de l'action ayant entraîné la pénalité pour éventuellement revoir les suspensions des joueurs, pour le match suivant.
- Les temps morts accordés à la suite de blessure qui semblent « trompeuses ou simulées » pourront également être examinés par le coordonnateur national des officiels pour déterminer quelles sanctions appliquer, le cas échéant, contre les équipes qui utilisent cette tactique.
- Un blocage sous la taille ne sera autorisé qu'à l'intérieur de la zone des joueurs de ligne et des arrières. Les blocs sous la taille à l'extérieur de ces zones ne sont plus autorisés.
- Une retenue défensive (holding) reste sanctionné d'une pénalité de 10 yards mais entraînera toujours un premier essai automatique (automatic first down).
- Les porteurs de ballon qui simulent une glissade pieds en avant seront déclarés à terre (down) à l'endroit de la glissade.
- Les officiels seront plus attentifs aux joueurs qui enfreignent de manière significative les règles concernant l'équipement (en particulier les pantalons, maillots et t-shirts qui s'étendent sous le torse) et envoyer les contrevenants hors du jeu pour corriger le problème. Les chaussettes doivent également être remontées jusqu'au bas du pantalon (comme en NFL).

### Les stades
Les Aztecs de San Diego State joueront leurs matchs à domicile dans le nouveau Snapdragon Stadium lequel a remplacé sur le même site, le San Diego Stadium. Ils avaient joué les saisons 2020 et 2021 dans le Dignity Health Sports Park de Carson. Le premier match qui y sera joué les opposera aux Wildcats de l'Arizona le 3 septembre 2022,.

## Matchs inauguraux

### Semaine zéro
La saison régulière débute le samedi 27 août avec onze matchs lors de la semaine dénommée "zéro" :
| Match            | Match   | Match            | Nom de l'événement                       | Lieu                                                   |
| ---------------- | ------- | ---------------- | ---------------------------------------- | ------------------------------------------------------ |
| Nebraska         | 28 - 31 | Northwestern     | Aer Lingus College Football Classic (en) | Aviva Stadium, Dublin (Irlande)                        |
| Idaho State      | 21 - 52 | UNLV             | -                                        | Allegiant Stadium, Paradise                            |
| Charlotte        | 13 - 43 | Florida Atlantic | -                                        | FAU Stadium, Boca Raton (Floride)                      |
| Duquesne         | 07 - 47 | Florida State    | -                                        | Doak Campbell Stadium, Tallahassee (Floride)           |
| Florida A&M (en) | 24 - 56 | North Carolina   | -                                        | Kenan Memorial Stadium, Chapel Hill (Caroline du Nord) |
| North Texas      | 31 - 13 | UTEP             | -                                        | Sun Bowl, El Paso (Texas)                              |
| Wyoming          | 06 - 38 | Illinois         | -                                        | Memorial Stadium, Champaign (Illinois)                 |
| Vanderbilt       | 63 - 10 | Hawaii           | -                                        | Ching Athletics Complex (en), Honolulu (Hawaï)         |
| Austin Peay (en) | 27 - 38 | Western Kentucky | -                                        | L. T. Smith Stadium (en), Bowling Green (Kentucky)     |
| Nevada           | 23 - 12 | New Mexico State | -                                        | Aggie Memorial Stadium, Las Cruces (Nouveau-Mexique)   |
| UConn            | 20 - 31 | Utah State       | -                                        | Maverik Stadium, Logan (Utah)                          |

### 1resemaine
La majorité des équipes de la Division I FBS commencent leur saison le weekend du Jour du Travail (Labour Day). Trois matchs sont joués sur terrain neutre  :
| Date             | Match         | Match   | Match        | Nom de l’événement  | Lieu                                              |
| ---------------- | ------------- | ------- | ------------ | ------------------- | ------------------------------------------------- |
| 3 septembre 2022 | Oregon        | 03 - 49 | Georgia      | Chick-fil-A Kickoff | Mercedes-Benz Stadium, Atlanta, Géorgie           |
| 5 septembre 2022 | Clemson       | -       | Georgia Tech | Chick-fil-A Kickoff | Mercedes-Benz Stadium, Atlanta, Géorgie           |
| 4 septembre 2022 | Florida State | 24 - 23 | LSU          | Louisiana Kickoff   | Caesars Superdome, La Nouvelle-Orléans, Louisiane |

### Matchs entre équipes du Top 10
Le tableau ci-dessous reprend les résultats des matchs joués entre équipes classées au moment du match dans le Top 10 du College Football Playoff (à partir de la 10e semaine) et de l'Associated Press. Si une équipe n'est pas reprise dans le Top 10 d'un des deux classements, une note sera insérée.
| Semaines | Matchs              | Matchs  | Matchs          | Lieux                                                       |
| -------- | ------------------- | ------- | --------------- | ----------------------------------------------------------- |
| Semaines | Vainqueur           | Scores  | Perdant         | Lieux                                                       |
| 1        | #2 Ohio State       | 21 - 10 | #5 Notre Dame   | Ohio Stadium . Columbus, Ohio                               |
| 5        | #5 Clemson          | 30 - 20 | #10 NC State    | Memorial Stadium, Clemson, Caroline du Sud                  |
| 7        | #6 Tennessee        | 52 - 49 | #3 Alabama      | Neyland Stadium, Knoxville, Tennessee                       |
| 7        | #5 Michigan         | 41 - 17 | #10 Penn State  | Michigan Stadium, Ann Arbor, Michigan                       |
| 8        | #10 Oregon          | 45 - 30 | #9 UCLA         | Autzen Stadium, Eugene, Oregon                              |
| 10       | #3/1 Georgia        | 27 - 13 | #1/2т Tennessee | Sanford Stadium, Athens, Géorgie                            |
| 10       | #10/15 LSU          | 321ET31 | #6/6 Alabama    | Tiger Stadium, Baton Rouge, Louisiane                       |
| 13       | #3/3 Michigan       | 45 - 23 | #2/2 Ohio State | Ohio Stadium, Columbus, Ohio                                |
| 14       | #10/13 Kansas State | 31ET28  | #3/3 TCU        | Finale de conférence Big 12, AT&T Stadium, Arlington, Texas |

### Scores surprenants
Le tableau ci-dessous reprend les résultats des matchs remportés par une équipe FCS sur une équipe FBS au cours de la saison 2022 :
| Dates        | Matchs                                    | Matchs  | Matchs         | Lieux                                                    |
| ------------ | ----------------------------------------- | ------- | -------------- | -------------------------------------------------------- |
| Dates        | Équipes FCS                               | Scores  | Équipes FBS    | Lieux                                                    |
| 2 septembre  | William & Mary (non classé en FCS)        | 41 - 24 | Charlotte      | Jerry Richardson Stadium • Charlotte, NC                 |
| 3 septembre  | Delaware (#19 en FCS)                     | 14 - 07 | Navy           | Navy–Marine Corps Memorial Stadium • Annapolis, Maryland |
| 10 septembre | Eastern Kentucky (en) (non classé en FCS) | 59ET57  | Bowling Green  | Doyt Perry Stadium • Bowling Green, Ohio                 |
| 10 septembre | Incarnate Word (en) (#8 en (FCS)          | 55 - 41 | Nevada         | Mackay Stadium • Reno, Nevada                            |
| 10 septembre | Holy Cross (en) (#15 en FCS)              | 37 - 31 | Buffalo        | UB Stadium • Buffalo, New York                           |
| 10 septembre | Weber State (#16 en FCS)                  | 36 - 06 | Utah State     | Maverik Stadium • Logan, Utah                            |
| 17 septembre | Southern Illinois                         | 31 - 24 | Northwestern   | Ryan Field • Evanston, Illinois                          |
| 24 septembre | Sacramento State (#7 en FCS)              | 41 - 10 | Colorado State | Canvas Stadium • Fort Collins, Colorado                  |

Le tableau ci-dessous reprend les résultats des matchs remportés par une équipe non classée sur une équipe classée dans le Top 25 au cours de la saison 2022 :
| Dates             | Matchs            | Matchs  | Matchs               | Lieux                                                         |
| ----------------- | ----------------- | ------- | -------------------- | ------------------------------------------------------------- |
| Dates             | Vainqueurs        | Scores  | Perdants             | Lieux                                                         |
| 3 septembre 2022  | Florida           | 29 -26  | #7 Utah              | Rice–Eccles Stadium • Salt Lake City, Utah                    |
| 10 septembre 2022 | Appalachian State | 17 - 14 | #6 Texas A&M         | Kyle Field • College Station, Texas                           |
| 10 septembre 2022 | Marshall          | 26 - 21 | #8 Notre Dame        | Notre Dame Stadium • South Bend, Indiana                      |
| 10 septembre 2022 | Washington State  | 17 - 14 | #19 Wisconsin        | Camp Randall Stadium • Madison, Wisconsin                     |
| 10 septembre 2022 | Texas Tech        | 332ET30 | #25 Houston          | TDECU Stadium • Houston, Texas                                |
| 17 septembre 2022 | Washington        | 39 - 28 | #11 Michigan State   | Spartan Stadium• East Lansing, Michigan                       |
| 24 septembre 2022 | Kansas State      | 41 - 34 | #6 Oklahoma          | Memorial Stadium • Norman, Oklahoma                           |
| 24 septembre 2022 | Texas Tech        | 37ET34  | #22 Texas            | Darrell K Royal–Texas Memorial Stadium • Austin, Texas        |
| 24 septembre 2022 | Middle Tennessee  | 45 - 31 | #25 Miami (FL)       | Hard Rock Stadium • Miami Gardens, Floride                    |
| 27 septembre 2022 | UCLA              | 40 - 32 | #15 Washington       | Rose Bowl • Pasadena, Californie                              |
| 1er octobre 2022  | Mississippi State | 42 - 24 | #17 Texas A&M        | Davis Wade Stadium • Starkville, Mississippi                  |
| 1er octobre 2022  | TCU               | 55 - 24 | #18 Oklahoma         | Amon G. Carter Stadium • Fort Worth, Texas                    |
| 1er octobre 2022  | Purdue            | 20 - 10 | #21 Minnesota        | Huntington Bank Stadium • Minneapolis, Minnesota              |
| 1er octobre 2022  | Georgia Tech      | 26 - 21 | #24 Pittsburgh       | Acrisure Stadium • Pittsburgh, Pennsylvanie                   |
| 8 octobre 2022    | South Carolina    | 24 - 14 | #13 Kentucky         | Williams–Brice Stadium • Columbia, Caroline du Sud            |
| 8 octobre 2022    | Notre Dame        | 28 - 20 | #16 BYU              | Notre Dame Stadium • South Bend, Indiana                      |
| 8 octobre 2022    | Arizona State     | 45 - 38 | #21 Washington       | Sun Devil Stadium • Tempe, Arizona                            |
| 15 octobre 2022   | Oklahoma          | 52 - 42 | #19 Kansas           | Gaylord Family Oklahoma Memorial Stadium • Norman, Oklahoma   |
| 15 octobre 2022   | Georgia Southern  | 45 - 38 | #25 James Madison    | Paulson Stadium • Statesboro, Géorgie                         |
| 22 octobre 2022   | LSU               | 45 - 20 | #7 Ole Miss          | Tiger Stadium • Baton Rouge, Louisiane                        |
| 29 octobre 2022   | Louisville        | 48 - 21 | #10 Wake Forest      | Cardinal Stadium • Louisville, Kentucky                       |
| 29 octobre 2022   | Notre Dame        | 41 - 24 | #16 Syracuse         | Notre Dame Stadium • South Bend, Indiana                      |
| 29 octobre 2022   | UCF               | 25 - 21 | #20 Cincinnati       | FBC Mortgage Stadium • Orlando, Floride                       |
| 29 octobre 2022   | Missouri          | 23 - 10 | #25 South Carolina   | Faurot Field • Columbia, Missouri                             |
| 4 novembre 2022   | Washington        | 24 - 21 | #24 Oregon State     | Husky Stadium • Seattle, Washington                           |
| 5 novembre 2022   | Notre Dame        | 35 - 14 | #5 Clemson           | Notre Dame Stadium • South Bend, Indiana                      |
| 5 novembre 2022   | Texas             | 34 - 27 | #13 Kansas State     | Darrell K Royal–Texas Memorial Stadium in Austin, Texas       |
| 5 novembre 2022   | Michigan State    | 23 - 15 | #14 Illinois         | Spartan Stadium • East Lansing, Michigan                      |
| 5 novembre 2022   | Kansas            | 37 - 16 | #18 Oklahoma State   | David Booth Kansas Memorial Stadium • Lawrence, Kansas        |
| 5 novembre 2022   | Pittsburgh        | 19 - 09 | #22 Syracuse         | Acrisure Stadium • Pittsburgh, Pennsylvanie                   |
| 12 novembre 2022  | Arizona           | 34 - 28 | #9 UCLA              | Rose Bowl • Pasadena, Californie                              |
| 12 novembre 2022  | Boston College    | 21 - 20 | #17 NC State         | Carter-Finley Stadium • Raleigh, Caroline du Nord             |
| 12 novembre 2022  | UConn             | 36 - 33 | #19 Liberty          | Rentschler Field • East Hartford, Connecticut                 |
| 12 novembre 2022  | Purdue            | 31 - 24 | #21 Illinois         | Memorial Stadium • Champaign, Illinois                        |
| 19 novembre 2022  | South Carolina    | 63 - 38 | #5 Tennessee         | Williams–Brice Stadium • Columbia, Caroline du Sud            |
| 19 novembre 2022  | Georgia Tech      | 21 - 17 | #13 North Carolina   | Kenan Memorial Stadium • Chapel Hill, Caroline du Nord        |
| 19 novembre 2022  | Arkansas          | 42 - 27 | #14 Ole Miss         | Donald W. Reynolds Razorback Stadium • Fayetteville, Arkansas |
| 19 novembre 2022  | Navy              | 17 - 14 | #20 UCF              | FBC Mortgage Stadium • Orlando, Floride                       |
| 19 novembre 2022  | Oklahoma          | 28 - 13 | #24 Oklahoma State   | Gaylord Family Oklahoma Memorial Stadium • Norman, Oklahoma   |
| 24 novembre 2022  | Mississippi State | 24 - 22 | #20 Ole Miss         | Vaught–Hemingway Stadium • Oxford, Mississippi                |
| 25 novembre 2022  | NC State          | 302ET27 | #18 North Carolina   | Kenan Memorial Stadium • Chapel Hill, Caroline du Nord        |
| 26 novembre 2022  | Texas A&M         | 38 - 23 | #6 LSU               | Kyle Field • College Station, Texas                           |
| 26 novembre 2022  | South Carolina    | 31 - 30 | #7 Clemson           | Memorial Stadium • Clemson, Caroline du Sud                   |
| 26 novembre 2022  | James Madison     | 47 - 7  | #23 Coastal Carolina | Bridgeforth Stadium • Harrisonburg, Virginie                  |

## Résultats de la saison régulière
| Sigle | Signification                                                                                  |
| ----- | ---------------------------------------------------------------------------------------------- |
| ^     | Participant au College Football Playoff                                                        |
| x     | Champion/co-champions de Division                                                              |
| y     | Participant à la finale de conférence                                                          |
| †     | Champion de Conférence                                                                         |
| §     | Co-champions de Conference                                                                     |
| ≈     | Inéligible pour un bowl d'après-saison à cause des règles de transition entre FCS et FBS       |
| ≈≈    | Inéligible pour un bowl d'après-saison à cause de sanctions (Academic Progress Rate Penalties) |

### Classement des conférences
| American Athletic Conference                             |        |               |      |      |       |       |
| Équipe                                                   | Équipe | Équipe        | Conf | Conf | Total | Total |
| Équipe                                                   | Équipe | Équipe        | V    | D    | V     | D     |
| #9                                                       | y      | Tulane        | 7    | 1    | 12    | 2     |
|                                                          | y      | UCF           | 6    | 2    | 9     | 5     |
|                                                          |        | Cincinnati    | 6    | 2    | 9     | 4     |
|                                                          |        | SMU           | 5    | 3    | 7     | 6     |
|                                                          |        | Houston       | 5    | 3    | 8     | 5     |
|                                                          |        | East Carolina | 4    | 4    | 8     | 5     |
|                                                          |        | Navy          | 4    | 4    | 4     | 8     |
|                                                          |        | Memphis       | 3    | 5    | 7     | 6     |
|                                                          |        | Tulsa         | 3    | 5    | 5     | 7     |
|                                                          |        | Temple        | 1    | 7    | 3     | 9     |
|                                                          |        | South Florida | 0    | 8    | 1     | 11    |
| Finale de Conférence le 3 déc. 2022 : Tulane 45 - 28 UCF |        |               |      |      |       |       |

| Atlantic Coast Conference                                            |        |                      |      |      |       |       |
| Équipe                                                               | Équipe | Équipe               | Conf | Conf | Total | Total |
| Équipe                                                               | Équipe | Équipe               | V    | D    | V     | D     |
| Atlantic                                                             |        |                      |      |      |       |       |
| #13                                                                  | xy     | Clemson              | 8    | 0    | 11    | 3     |
| #11                                                                  |        | Florida State        | 5    | 3    | 10    | 3     |
|                                                                      |        | Syracuse             | 4    | 4    | 7     | 6     |
|                                                                      |        | Louisville           | 4    | 4    | 8     | 5     |
|                                                                      |        | North Carolina State | 4    | 4    | 8     | 5     |
|                                                                      |        | Wake Forest          | 3    | 5    | 8     | 5     |
|                                                                      |        | Boston College       | 2    | 6    | 3     | 9     |
| Coastal                                                              |        |                      |      |      |       |       |
|                                                                      | xy     | North Carolina       | 6    | 2    | 9     | 5     |
| #22                                                                  |        | Pittsburgh           | 5    | 3    | 9     | 4     |
|                                                                      |        | Duke                 | 5    | 3    | 9     | 4     |
|                                                                      |        | Georgia Tech         | 4    | 4    | 5     | 7     |
|                                                                      |        | Miami (FL)           | 3    | 5    | 5     | 7     |
|                                                                      |        | Virginia             | 1    | 6    | 3     | 7     |
|                                                                      |        | Virginia Tech        | 1    | 6    | 3     | 8     |
| Finale de Conférence le 3 déc. 2022 : Clemson 39 - 10 North Carolina |        |                      |      |      |       |       |

| Big Ten Conference                                            |        |                |      |      |       |       |
| Équipe                                                        | Équipe | Équipe         | Conf | Conf | Total | Total |
| Équipe                                                        | Équipe | Équipe         | V    | D    | V     | D     |
| East                                                          |        |                |      |      |       |       |
| #3                                                            | xy     | Michigan       | 9    | 0    | 12    | 1     |
| #4                                                            |        | Ohio State     | 8    | 1    | 11    | 2     |
| #7                                                            |        | Penn State     | 7    | 2    | 11    | 2     |
|                                                               |        | Maryland       | 4    | 5    | 8     | 5     |
|                                                               |        | Michigan State | 3    | 6    | 5     | 7     |
|                                                               |        | Indiana        | 2    | 7    | 4     | 8     |
|                                                               |        | Rutgers        | 1    | 8    | 4     | 8     |
| West                                                          |        |                |      |      |       |       |
|                                                               | xy     | Purdue         | 6    | 3    | 8     | 6     |
|                                                               |        | Illinois       | 5    | 4    | 8     | 5     |
|                                                               |        | Iowa           | 5    | 4    | 6     | 5     |
|                                                               |        | Minnesota      | 5    | 4    | 9     | 4     |
|                                                               |        | Wisconsin      | 4    | 5    | 7     | 6     |
|                                                               |        | Nebraska       | 3    | 6    | 4     | 8     |
|                                                               |        | Northwestern   | 1    | 8    | 1     | 11    |
| Finale de Conférence le 3 déc. 2022 : Michigan 43 - 22 Purdue |        |                |      |      |       |       |

| Big 12 Conference                                              |        |                |      |      |       |       |
| Équipe                                                         | Équipe | Équipe         | Conf | Conf | Total | Total |
| Équipe                                                         | Équipe | Équipe         | V    | D    | V     | D     |
| #2                                                             | y      | TCU            | 9    | 0    | 13    | 2     |
| #14                                                            | y†     | Kansas State   | 7    | 2    | 10    | 4     |
| #25                                                            |        | Texas          | 6    | 3    | 8     | 5     |
|                                                                |        | Texas Tech     | 5    | 4    | 8     | 5     |
|                                                                |        | Oklahoma State | 4    | 5    | 7     | 6     |
|                                                                |        | Baylor         | 4    | 5    | 6     | 7     |
|                                                                |        | Oklahoma       | 3    | 6    | 6     | 7     |
|                                                                |        | Kansas         | 3    | 6    | 6     | 7     |
|                                                                |        | West Virginia  | 3    | 6    | 5     | 7     |
|                                                                |        | Iowa State     | 1    | 8    | 4     | 8     |
| Finale de Conférence le 3 déc. 2022 : TCU 28 - 31 Kansas State |        |                |      |      |       |       |

| Conference USA                                                 |        |                  |      |      |       |       |
| Équipe                                                         | Équipe | Équipe           | Conf | Conf | Total | Total |
| Équipe                                                         | Équipe | Équipe           | V    | D    | V     | D     |
|                                                                | y†     | UTSA             | 8    | 0    | 11    | 3     |
|                                                                | y      | North Texas      | 6    | 2    | 7     | 7     |
|                                                                |        | Western Kentucky | 6    | 2    | 9     | 5     |
|                                                                |        | Middle Tennessee | 4    | 4    | 8     | 5     |
|                                                                |        | UAB              | 4    | 4    | 7     | 6     |
|                                                                |        | Florida Atlantic | 4    | 4    | 5     | 7     |
|                                                                |        | Rice             | 3    | 5    | 5     | 8     |
|                                                                |        | UTEP             | 3    | 5    | 5     | 7     |
|                                                                |        | FIU              | 2    | 6    | 4     | 8     |
|                                                                |        | Charlotte        | 2    | 6    | 3     | 9     |
|                                                                |        | Louisiana Tech   | 2    | 6    | 3     | 9     |
| Finale de Conférence le 2 déc. 2022 : UTSA 48 - 27 North Texas |        |                  |      |      |       |       |

| Mid-American Conference                                  |        |                   |      |      |       |       |
| Équipe                                                   | Équipe | Équipe            | Conf | Conf | Total | Total |
| Équipe                                                   | Équipe | Équipe            | V    | D    | V     | D     |
| East                                                     |        |                   |      |      |       |       |
|                                                          | xy     | Ohio              | 7    | 1    | 10    | 4     |
|                                                          |        | Buffalo           | 5    | 3    | 7     | 6     |
|                                                          |        | Bowling Green     | 5    | 3    | 6     | 7     |
|                                                          |        | Miami (Ohio)      | 4    | 4    | 6     | 7     |
|                                                          |        | Kent State        | 4    | 4    | 5     | 7     |
|                                                          |        | Akron             | 1    | 7    | 2     | 10    |
| West                                                     |        |                   |      |      |       |       |
|                                                          | xy†    | Toledo            | 5    | 3    | 9     | 5     |
|                                                          |        | Eastern Michigan  | 5    | 3    | 9     | 4     |
|                                                          |        | Western Michigan  | 4    | 4    | 5     | 7     |
|                                                          |        | Ball State        | 3    | 5    | 5     | 7     |
|                                                          |        | Central Michigan  | 3    | 5    | 4     | 8     |
|                                                          |        | Northern Illinois | 2    | 6    | 3     | 9     |
| Finale de Conférence le 3 déc. 2022 : Ohio 7 - 17 Toledo |        |                   |      |      |       |       |

| Mountain West Conference                                               |        |                 |      |      |       |       |
| Équipe                                                                 | Équipe | Équipe          | Conf | Conf | Total | Total |
| Équipe                                                                 | Équipe | Équipe          | V    | D    | V     | D     |
| Mountain                                                               |        |                 |      |      |       |       |
|                                                                        | xy     | Boise State     | 8    | 0    | 10    | 4     |
|                                                                        |        | Air Force       | 5    | 3    | 10    | 3     |
|                                                                        |        | Wyoming         | 5    | 3    | 7     | 6     |
|                                                                        |        | Utah State      | 5    | 3    | 6     | 7     |
|                                                                        |        | Colorado State  | 3    | 5    | 3     | 9     |
|                                                                        |        | New Mexico      | 0    | 8    | 2     | 10    |
| West                                                                   |        |                 |      |      |       |       |
| #24                                                                    | xy     | Fresno State    | 7    | 1    | 10    | 4     |
|                                                                        |        | San Diego State | 5    | 3    | 7     | 6     |
|                                                                        |        | San Jose State  | 5    | 3    | 7     | 5     |
|                                                                        |        | UNLV            | 3    | 5    | 5     | 7     |
|                                                                        |        | Hawaii          | 2    | 6    | 3     | 10    |
|                                                                        |        | Nevada          | 0    | 8    | 2     | 10    |
| Finale de Conférence le 3 déc. 2023 : Boise State 16 - 28 Fresno State |        |                 |      |      |       |       |

| Pacific-12 Conference                                  |        |                  |      |      |       |       |
| Équipe                                                 | Équipe | Équipe           | Conf | Conf | Total | Total |
| Équipe                                                 | Équipe | Équipe           | V    | D    | V     | D     |
| #12                                                    | y      | USC              | 8    | 1    | 11    | 3     |
| #10                                                    | y†     | Utah             | 7    | 2    | 10    | 4     |
| #8                                                     |        | Washington       | 7    | 2    | 11    | 2     |
| #15                                                    |        | Oregon           | 7    | 2    | 10    | 3     |
| #17                                                    |        | Oregon State     | 6    | 3    | 10    | 3     |
| #21                                                    |        | UCLA             | 6    | 3    | 9     | 4     |
|                                                        |        | Washington State | 4    | 5    | 7     | 6     |
|                                                        |        | Arizona          | 3    | 6    | 5     | 7     |
|                                                        |        | California       | 2    | 7    | 4     | 8     |
|                                                        |        | Arizona State    | 2    | 7    | 3     | 9     |
|                                                        |        | Stanford         | 1    | 8    | 3     | 9     |
|                                                        |        | Colorado         | 1    | 8    | 1     | 11    |
| Finale de Conférence le 2 déc. 2022 : USC 24 - 47 Utah |        |                  |      |      |       |       |

| Southeastern Conference (SEC)                             |        |                        |      |      |       |       |
| Équipe                                                    | Équipe | Équipe                 | Conf | Conf | Total | Total |
| Équipe                                                    | Équipe | Équipe                 | V    | D    | V     | D     |
| East                                                      |        |                        |      |      |       |       |
| #1                                                        | xy     | Georgia                | 8    | 0    | 15    | 0     |
| #6                                                        |        | Tennessee              | 6    | 2    | 11    | 2     |
| #23                                                       |        | South Carolina         | 4    | 4    | 8     | 5     |
|                                                           |        | Kentucky               | 3    | 5    | 7     | 6     |
|                                                           |        | Florida                | 3    | 5    | 6     | 7     |
|                                                           |        | Missouri               | 3    | 5    | 6     | 7     |
|                                                           |        | Vanderbilt             | 2    | 6    | 5     | 7     |
| West                                                      |        |                        |      |      |       |       |
| #16                                                       | xy     | LSU                    | 6    | 2    | 9     | 4     |
| #5                                                        |        | Alabama                | 6    | 2    | 10    | 2     |
| #20                                                       |        | Mississippi State      | 4    | 4    | 8     | 4     |
|                                                           |        | Ole Miss (Mississippi) | 4    | 4    | 8     | 4     |
|                                                           |        | Arkansas               | 3    | 5    | 6     | 6     |
|                                                           |        | Auburn                 | 2    | 6    | 5     | 7     |
|                                                           |        | Texas A&M              | 2    | 6    | 5     | 7     |
| Finale de Conférence le 3 déc. 2022 : Georgia 50 - 30 LSU |        |                        |      |      |       |       |

| Sun Belt Conference                                                 |        |                   |      |      |       |       |
| Équipe                                                              | Équipe | Équipe            | Conf | Conf | Total | Total |
| Équipe                                                              | Équipe | Équipe            | V    | D    | V     | D     |
| East                                                                |        |                   |      |      |       |       |
|                                                                     | xy     | Coastal Carolina  | 6    | 2    | 9     | 4     |
|                                                                     | x      | James Madison     | 6    | 2    | 8     | 3     |
|                                                                     |        | Marshall          | 5    | 3    | 9     | 4     |
|                                                                     |        | Georgia Southern  | 3    | 5    | 6     | 7     |
|                                                                     |        | Appalachian State | 3    | 5    | 6     | 6     |
|                                                                     |        | Georgia State     | 3    | 5    | 4     | 8     |
|                                                                     |        | Old Dominium      | 2    | 6    | 3     | 9     |
| West                                                                |        |                   |      |      |       |       |
| #19                                                                 | xy     | Troy              | 7    | 1    | 12    | 2     |
|                                                                     | x      | South Alabama     | 7    | 1    | 10    | 3     |
|                                                                     |        | Southern Miss     | 4    | 4    | 7     | 6     |
|                                                                     |        | Louisiana         | 4    | 4    | 6     | 7     |
|                                                                     |        | Louisiana-Monroe  | 3    | 5    | 4     | 8     |
|                                                                     |        | Texas State       | 2    | 6    | 4     | 8     |
|                                                                     |        | Arkansas State    | 1    | 7    | 3     | 9     |
| Finale de Conférence le 3 déc. 2022 : Coastal Carolina 26 - 45 Troy |        |                   |      |      |       |       |

| Indépendants |                     |       |       |
| Équipe       | Équipe              | Total | Total |
| Équipe       | Équipe              | V     | D     |
| #18          | Notre Dame          | 9     | 4     |
|              | Liberty             | 8     | 5     |
|              | Brigham Young (BYU) | 8     | 5     |
|              | Army                | 7     | 6     |
|              | New Mexico State    | 6     | 6     |
|              | UConn               | 6     | 7     |
|              | UMass               | 1     | 11    |

### Finales de conférence
| Conférences | Dates           | Stades                                               | Finales                 | Finales | Finales                      |
| ----------- | --------------- | ---------------------------------------------------- | ----------------------- | ------- | ---------------------------- |
| AAC         | 3 décembre 2022 | Yulman Stadium, La Nouvelle-Orléans, Louisiane       | #22 UCF (no 2)          | 28 - 45 | #18 Tulane (no 1)            |
| ACC         | 3 décembre 2022 | Bank of America Stadium, Charlotte, Caroline du Nord | #9 Clemson (Atlantic)   | 39 - 10 | #23 North Carolina (Coastal) |
| Big Ten     | 3 décembre 2022 | Lucas Oil Stadium, Indianapolis, Indiana             | #2 Michigan (East)      | 43 - 22 | Purdue (West)                |
| BIG 12      | 3 décembre 2022 | AT&T Stadium, Arlington, Texas                       | #3 TCU (no 1)           | 28 - 31 | #10 Kansas State (no 2)      |
| C-USA       | 2 décembre 2022 | Alamodome, San Antonio, Texas                        | North Texas (no 2)      | 27 - 48 | UTSA (no 1)                  |
| MAC         | 3 décembre 2022 | Ford Field, Détroit, Michigan                        | Ohio (East)             | 07 - 17 | Toledo (West)                |
| MW          | 3 décembre 2022 | Albertsons Stadium, Boise, Idaho                     | Fresno State (West)     | 28 - 16 | Boise State (Mountain)       |
| Pac-12      | 2 décembre 2022 | Allegiant Stadium, Paradise, Nevada                  | #4 USC (no 1)           | 24 - 47 | #11 Utah (no 2)              |
| SEC         | 3 décembre 2022 | Mercedes-Benz Stadium, Atlanta, Géorgie              | #1 Georgia (East)       | 50 - 30 | #14 LSU (West)               |
| Sun Belt    | 3 décembre 2022 | Veterans Memorial Stadium, Troy, Alabama             | Coastal Carolina (East) | 26 - 45 | Troy (West)                  |

### Palmarès des conférences
| Conférence | Champion         | MVP (Joueur global de l'année)            | Joueur offensif de l'année        | Joueur défensif de l'année                  | Entraîneur de l'année                                           |
| ---------- | ---------------- | ----------------------------------------- | --------------------------------- | ------------------------------------------- | --------------------------------------------------------------- |
| AAC        | #18 Tulane       |                                           | Tyjae Spears (en), RB, Tulane     | Ivan Pace Jr. (en), LB, Cincinnati          | Willie Fritz (en), Tulane                                       |
| ACC        | #9 Clemson       | Drake Maye, QB, North Carolina            | Drake Maye, QB, North Carolina    | Calijah Kancey (en), DT, Pittsburgh         | Mike Elko (en), Duke                                            |
| B10        | #2 Michigan      |                                           | C. J. Stroud, QB, Ohio State      | Jack Campbell (en), LB, Iowa                | Jim Harbaugh, Michigan                                          |
| B12        | #10 Kansas State |                                           | Max Duggan (en), QB, TCU          | Felix Anudike-Uzomah (en), DE, Kansas State | Sonny Dykes (en), TCU                                           |
| C-USA      | UTSA             | Frank Harris (en), QB, UTSA               | DeWayne McBride (en), RB, UAB     | KD Davis, LB, North Texas                   | Jeff Traylor (en), UTSA                                         |
| MAC        | Toledo           | Kurtis Rourke (en), QB, Ohio              | Kurtis Rourke, QB, Ohio           | Jose Ramirez, DE, Eastern Michigan          | Tim Albin (en), Ohio                                            |
| MWC        | Fresno State     |                                           | Brad Roberts (en), RB, Air Force  | Viliami Fehoko, DE, San Jose State          | Andy Avalos (en), Boise State                                   |
| Pac-12     | #11 Utah         |                                           | Caleb Williams, QB, USC           | Tuli Tuipulotu, DL, USC                     | Kalen DeBoer (en), Washington Jonathan Smith (en), Oregon State |
| SEC        | #1 Georgia       |                                           | Hendon Hooker (en), QB, Tennessee | Will Anderson Jr., LB, Alabama              | Kirby Smart, Georgia                                            |
| Sun Belt   | Troy             | Grayson McCall (en), QB, Coastal Carolina | Todd Centeio, QB, James Madison   | Carlton Martial (en), LB, Troy              | Jon Sumrall (en), Troy                                          |

### Classements
Le classement CFP ci-dessous est celui qui a été établi par le Comité de Sélection du College Football Playoff.
L'évolution au fil des semaines du classement CFP (ainsi que ceux des médias AP et USA Today Coaches) peut être visualisée sur la page Classements de la saison 2022 de NCAA (football américain).
| Couleur | Signification                        |
| ------- | ------------------------------------ |
| Or      | Équipe championne                    |
| Orange  | Équipe ayant participé aux play-offs |

| Place | Équipe            | V – D  |
| ----- | ----------------- | ------ |
| 1er   | Georgia           | 13 - 0 |
| 2e    | Michigan          | 13 - 0 |
| 3e    | TCU               | 12 - 1 |
| 4e    | Ohio State        | 11 - 1 |
| 5e    | Alabama           | 10 - 2 |
| 6e    | Tennessee         | 10 - 2 |
| 7e    | Clemson           | 11 - 2 |
| 8e    | Utah              | 10 - 2 |
| 9e    | Kansas State      | 10 - 2 |
| 10e   | USC               | 11 - 2 |
| 11e   | Penn State        | 10 - 2 |
| 12e   | Washington        | 10 - 2 |
| 13e   | Florida State     | 9 - 3  |
| 14e   | Oregon State      | 9 - 3  |
| 15e   | Oregon            | 9 - 3  |
| 16e   | Tulane            | 11 - 2 |
| 17e   | LSU               | 9 - 4  |
| 18e   | UCLA              | 9 - 3  |
| 19e   | South Carolina    | 8 - 4  |
| 20e   | Texas             | 8 - 4  |
| 21e   | Notre Dame        | 8 - 4  |
| 22e   | Mississippi State | 8 - 4  |
| 23e   | NC State          | 8 - 4  |
| 24e   | Troy              | 11 - 2 |
| 25e   | UTSA              | 11 - 2 |

| Place | AP   | AP                | Coaches | Coaches           |
| ----- | ---- | ----------------- | ------- | ----------------- |
| 1er   | 15-0 | Georgia (63)      | 15-0    | Georgia (63)      |
| 2e    | 13-2 | TCU               | 13-2    | TCU               |
| 3e    | 13-1 | Michigan          | 13-1    | Michigan          |
| 4e    | 11-2 | Ohio State        | 11-2    | Ohio State        |
| 5e    | 11-2 | Alabama           | 11-2    | Alabama           |
| 6e    | 11-2 | Tennessee         | 11-2    | Tennessee         |
| 7e    | 11-2 | Penn State        | 11-2    | Penn State        |
| 8e    | 11-2 | Washington        | 11-2    | Washington        |
| 9e    | 12-2 | Tulane            | 12-2    | Tulane            |
| 10e   | 10-4 | Utah              | 10-3    | Florida State     |
| 11e   | 10-3 | Florida State     | 10-4    | Utah              |
| 12e   | 11-3 | USC               | 11-3    | Clemson           |
| 13e   | 11-3 | Clemson           | 11-3    | USC               |
| 14e   | 10-4 | Kansas State      | 10-4    | Kansas State      |
| 15e   | 10-3 | Oregon            | 10-4    | LSU               |
| 16e   | 10-4 | LSU               | 10-3    | Oregon            |
| 17e   | 10-3 | Oregon State      | 10-3    | Oregon State      |
| 18e   | 9-4  | Notre Dame        | 9-4     | Notre Dame        |
| 19e   | 12-2 | Troy              | 9-4     | Mississippi State |
| 20e   | 9-4  | Mississippi State | 12-2    | Troy              |
| 21e   | 9-4  | UCLA              | 9-4     | UCLA              |
| 22e   | 9-4  | Pittsburgh        | 9-4     | Pittsburgh        |
| 23e   | 8-5  | South Carolina    | 8-5     | South Carolina    |
| 24e   | 10-4 | Fresno State      | 10-4    | Fresno State      |
| 25e   | 8-5  | Texas             | 8-5     | Texas             |

## College Football Playoff
Le système du College Football Playoff est utilisé pour déterminer le champion annuel de la NCAA Division I Football Bowl Subdivision. Treize experts composent un comité qui est chargé d'établir la liste des vingt-cinq meilleures équipes après les matchs des sept derniers week-ends de compétition. Les quatre premières équipes du dernier classement sont qualifiées pour jouer les demi-finales du CFP et les vainqueurs se disputent ensuite le titre lors du College Football Championship Game,.
|  | Demi-finales                                                      | Demi-finales                                                      |                                  |    | Finale                                                                           | Finale                                                                           |
|  | Demi-finales                                                      | Demi-finales                                                      |                                  |    | Finale                                                                           | Finale                                                                           |
|  |                                                                   |                                                                   |                                  |    |                                                                                  |                                                                                  |
|  | Peach Bowl 2022, Mercedes-Benz Stadium, Atlanta, 31 décembre 2022 | Peach Bowl 2022, Mercedes-Benz Stadium, Atlanta, 31 décembre 2022 |                                  |    | College Football Championship Game 2023, SoFi Stadium, Inglewood, 9 janvier 2023 | College Football Championship Game 2023, SoFi Stadium, Inglewood, 9 janvier 2023 |
|  | Peach Bowl 2022, Mercedes-Benz Stadium, Atlanta, 31 décembre 2022 | Peach Bowl 2022, Mercedes-Benz Stadium, Atlanta, 31 décembre 2022 |                                  |    | College Football Championship Game 2023, SoFi Stadium, Inglewood, 9 janvier 2023 | College Football Championship Game 2023, SoFi Stadium, Inglewood, 9 janvier 2023 |
|  | #1 Bulldogs de la Géorgie (13-0)                                  | 42                                                                |                                  |    | College Football Championship Game 2023, SoFi Stadium, Inglewood, 9 janvier 2023 | College Football Championship Game 2023, SoFi Stadium, Inglewood, 9 janvier 2023 |
|  | #1 Bulldogs de la Géorgie (13-0)                                  | 42                                                                |                                  |    | College Football Championship Game 2023, SoFi Stadium, Inglewood, 9 janvier 2023 | College Football Championship Game 2023, SoFi Stadium, Inglewood, 9 janvier 2023 |
|  | #4 Buckeyes d'Ohio State (11-1)                                   | 41                                                                |                                  |    | College Football Championship Game 2023, SoFi Stadium, Inglewood, 9 janvier 2023 | College Football Championship Game 2023, SoFi Stadium, Inglewood, 9 janvier 2023 |
|  | #4 Buckeyes d'Ohio State (11-1)                                   | 41                                                                | #1 Bulldogs de la Géorgie (14-0) | 65 |                                                                                  |                                                                                  |
|  | Fiesta Bowl 2022, State Farm Stadium, Glendale, 31 décembre 2022  |                                                                   | #1 Bulldogs de la Géorgie (14-0) | 65 |                                                                                  |                                                                                  |
|  |                                                                   | #3 Horned Frogs de TCU (13-1)                                     | 07                               |    |                                                                                  |                                                                                  |
|  | #2 Wolverines du Michigan (13-0)                                  | #3 Horned Frogs de TCU (13-1)                                     | 07                               | 45 |                                                                                  |                                                                                  |
|  | #2 Wolverines du Michigan (13-0)                                  |                                                                   |                                  | 45 |                                                                                  |                                                                                  |
|  | #3 Horned Frogs de TCU (12-1)                                     | 51                                                                |                                  |    |                                                                                  |                                                                                  |
|  | #3 Horned Frogs de TCU (12-1)                                     | 51                                                                |                                  |    |                                                                                  |                                                                                  |

## Bowls
La liste et dates des Bowls ont été publiées par la NCAA le 26 mai 2022. Il y aura 41 bowls universitaires en NCAA Division I FBS, deux équipes se qualifiant pour le 42e comptant pour la finale nationale du 9 janvier 2022.
Éligibilité :
Normalement seules les équipes ayant un bilan en saison régulière nul ou positif (6 victoires sur 11 ou 12 matchs, 7 victoires sur 13 matchs disputés) sont éligibles pour disputer un bowl. S'il n'y a pas assez d'équipe dans cette situation pour compléter les 41 bowls, des équipes avec un bilan négatif peuvent être invitées pour compléter le(s) match(s) incomplet(s). De plus, si un champion de conférence possède un bilan négatif, il est généralement désigné pour compléter un bowl avec lequel sa conférence est liée.
Ainsi, au terme de la saison régulière, 81 équipes sont considérées comme éligibles puisqu'ayant un bilan nul ou positif. Malgré un bilan négatif de 5–6 avec deux rencontres disputées contre des équipes de NCAA Division I FCS (une défaite et une rencontre à jouer le 3 décembre 2022), la NCAA a accordé la dernière place aux Aggies de New Mexico State.
Il est à noter que :
- Appalachian State n'est pas éligible malgré son bilan de 6-6 car son équipe a gagné deux matchs contre des équipes de FCS ;
- Army n'est pas éligible malgré un bilan de 7-6, deux victoires ayant été acquises contre des équipes FCS ;
- James Madison n'est pas éligible car en transition (montant de FCS).

Changements dans les Bowls : 
- Le Bahamas Bowl est maintenant sponsorisé par la société HomeTown Lenders[14] ;
- Le match anciennement dénommé Outback Bowl a été rebaptisé ReliaQuest Bowl après la fin du sponsoring du nom par la société Outback Steakhouse[15],[16] ;
- Le Cure Bowl est maintenant sponsorisé par la société Duluth Trading Company (en)[17] ;
- Le Fiesta Bowl est maintenant sponsorisé par la société Vrbo (en)[18] ;
- Le Pinstripe Bowl est maintenant sponsorisé par la société Bad Boy Mowers[19] ;
- Le Citrus Bowl est maintenant sponsorisé par la société Kellogg's via sa filiale Cheez-It (en)[20] ;
- Le Frisco Football Classic ne sera pas organisé cette saison puisqu'il n'a été organisé en 2021 qu'en tant que 42e bowl pour accueillir les 83 équipes éligibles.

### Bowls majeurs
| Date             | Heure (EST) (France)     | Bowl                       | Lieu                                             | Équipe 1                           | Équipe 2                               | Score   |
| ---------------- | ------------------------ | -------------------------- | ------------------------------------------------ | ---------------------------------- | -------------------------------------- | ------- |
| 30 décembre 2022 | 20 h 00 (31/12, 2 h 00)  | Orange Bowl                | Hard Rock Stadium Miami Gardens, Floride         | #7 Tigers de Clemson (11–2)        | #6 Volunteers du Tennessee (10–2)      | 14 - 31 |
| 31 décembre 2023 | 12 h 00 (18 h 00)        | Sugar Bowl                 | Caesars Superdome La Nouvelle-Orléans, Louisiane | #9 Wildcats de Kansas State (10–3) | #5 Crimson Tide de l'Alabama (10–2)    | 20 - 45 |
| 31 décembre 2022 | 16 h 00 (22 h 00)        | Fiesta Bowl (½ finale CFP) | State Farm Stadium Glendale, Arizona             | #2 Wolverines du Michigan (13–0)   | #3 Horned Frogs de TCU (12–1)          | 45 - 51 |
| 31 décembre 2022 | 20 h 00 (01/01, 2 h 00)  | Peach Bowl (½ finale CFP)  | Mercedes-Benz Stadium Atlanta, Géorgie           | #1 Bulldogs de la Géorgie (13–0)   | #4 Buckeyes d'Ohio State (11–1)        | 42 - 41 |
| 2 janvier 2023   | 13 h 00 (19 h 00)        | Cotton Bowl Classic        | AT&T Stadium Arlington, Texas                    | #16 Green Wave de Tulane (11–2)    | #10 Trojans de l'USC (11–2)            | 46 - 45 |
| 2 janvier 2023   | 17 h 00 (23 h 00)        | Rose Bowl                  | Rose Bowl Pasadena, Californie                   | #8 Utes de l'Utah (10–3)           | #11 Nittany Lions de Penn State (10–2) | 21 - 35 |
| 9 janvier 2023   | 17 h 30 (10/01, 01 h 30) | Finale CFP                 | SoFi Stadium Inglewood, Californie               | #1 Bulldogs de la Géorgie (14-0)   | #3 Horned Frogs de TCU (13-1)          | 65 - 07 |

### Autres bowls
| Date             | Hr (EST) (France)     | Bowl                     | Lieu                                                   | Équipe 1                               | Équipe 2                                  | Score   |
| ---------------- | --------------------- | ------------------------ | ------------------------------------------------------ | -------------------------------------- | ----------------------------------------- | ------- |
| 16 décembre 2022 | 11 h 30 (17 h 30)     | Bahamas Bowl             | Thomas Robinson Stadium Nassau (Bahamas)               | Blazers de l'UAB (6–6)                 | RedHawks de Miami (OH) (6–6)              | 24 - 20 |
| 16 décembre 2022 | 15 h 00 (21 h 00)     | Cure Bowl                | Exploria Stadium Orlando, Floride                      | #25 Roadrunners de l'UTSA (11–2)       | #24 Trojans de Troy (11–2)                | 12 - 18 |
| 17 décembre 2022 | 11 h 00 (17 h 00)     | Fenway Bowl              | Fenway Park Boston, Massachusetts                      | Cardinals de Louisville (7–5)          | Bearcats de Cincinnati (9–3)              | 24 - 07 |
| 17 décembre 2022 | 14 h 30 (20 h 30)     | Las Vegas Bowl           | Allegiant Stadium Paradise (Nevada)                    | #14 Beavers d'Oregon State (9–3)       | Gators de la Floride (6–6)                | 30 - 03 |
| 17 décembre 2022 | 15 h 30 (21 h 30)     | LA Bowl                  | SoFi Stadium Inglewood, Californie                     | Bulldogs de Fresno State (9–4)         | Cougars de Washington State (7–5)         | 29 - 06 |
| 17 décembre 2022 | 17 h 45 (23 h 45)     | LendingTree Bowl         | Hancock Whitney Stadium (en) Mobile, (Alabama)         | Owls de Rice (5–7)                     | Golden Eagles de Southern Miss (6–6)      | 24 - 38 |
| 17 décembre 2022 | 19 h 30 (18/12,1h30)  | New Mexico Bowl          | University Stadium Albuquerque, Nouveau-Mexique        | Cougars de BYU (7–5)                   | Mustangs de SMU (7–5)                     | 24 - 23 |
| 17 décembre 2022 | 21 h 15 (18/12,3h15)  | Frisco Bowl              | Toyota Stadium Frisco (Texas)                          | Broncos de Boise State (9–4)           | Mean Green de North Texas (7–6)           | 35 - 32 |
| 19 décembre 2022 | 14 h 30 (20 h 30)     | Myrtle Beach Bowl        | Brooks Stadium Conway, Caroline du Sud                 | Huskies du Connecticut (6–6)           | Thundering Herd de Marshall (8–4)         | 14 - 28 |
| 20 décembre 2022 | 15 h 30 (21 h 30)     | Famous Idaho Potato Bowl | Albertsons Stadium Boise (Idaho)                       | Eagles d'Eastern Michigan (8–4)        | Spartans de San Jose State (7–4)          | 41 - 27 |
| 20 décembre 2022 | 19 h 30 (21/12,1h30)  | Boca Raton Bowl          | FAU Stadium Boca Raton (Floride)                       | Rockets de Toledo (8–5)                | Flames de Liberty (8–4)                   | 21 - 19 |
| 21 décembre 2022 | 21 h 00 (22/12, 1h00) | New Orleans Bowl         | Caesars Superdome La Nouvelle-Orléans (Louisiane)      | Hilltoppers de Western Kentucky (8–5)  | Jaguars de South Alabama (10–2)           | 44 - 23 |
| 22 décembre 2022 | 19 h 30 (23/12, 1h30) | Armed Forces Bowl        | Amon G. Carter Stadium Fort Worth (Texas)              | Falcons de l'Air Force (9–3)           | Bears de Baylor (6–6)                     | 30 - 15 |
| 23 décembre 2022 | 15 h 00 (21 h 00)     | Independence Bowl        | Independence Stadium Shreveport (Louisiane)            | Cougars de Houston (7–5)               | Ragin' Cajuns de Louisiane (6–6)          | 23 - 16 |
| 23 décembre 2022 | 18 h 30 (24/12, 0h30) | Gasparilla Bowl          | Raymond James Stadium Tampa (Floride)                  | Demon Deacons de Wake Forest (7–5)     | Tigers du Missouri (6–6)                  | 27 - 17 |
| 24 décembre 2022 | 20 h 00 (25/12, 2h00) | Hawaii Bowl              | Ching Athletics Complex (en) Honolulu (Hawaï)          | Blue Raiders de Middle Tennessee (7–5) | Aztecs de san Diego State (7–5)           | 25 - 22 |
| 26 décembre 2022 | 14 h 30 (20 h 30)     | Quick Lane Bowl          | Ford Field Detroit (Michigan)                          | Aggies de New Mexico State (6–6)       | Falcons de Bowling Green (6–6)            | 24 - 19 |
| 27 décembre 2022 | 12 h 00 (18 h 00)     | Camellia Bowl            | Cramton Bowl Montgomery (Alabama)                      | Bulls de Buffalo (6–6)                 | Eagles de Georgia Southern (6–6)          | 23 - 21 |
| 27 décembre 2022 | 15 h 15 (21 h 15)     | First Responder Bowl     | Gerald J. Ford Stadium University Park (Texas)         | Tigers de Memphis (6–6)                | Aggies d'Utah State (6–6)                 | 38 - 10 |
| 27 décembre 2022 | 18 h 45 (28/12, 0h45) | Birmingham Bowl          | Protective Stadium Birmingham (Alabama)                | Pirates d'East Carolina (7–5)          | Chanticleers de Coastal Carolina (9–3)    | 59 - 24 |
| 27 décembre 2022 | 22 h 15 (28/12, 2h15) | Guaranteed Rate Bowl     | Chase Field Phoenix (Arizona)                          | Cowboys d'Oklahoma State (7–5)         | Badgers du Wisconsin (6–6)                | 17 - 24 |
| 28 décembre 2022 | 14 h 00 (20 h 00)     | Military Bowl            | Navy-Marine Corps Memorial Stadium Annapolis (Maryland | Knights de l'UCF (9–4)                 | Blue Devils de Duke (8–4)                 | 13 - 30 |
| 28 décembre 2022 | 17 h 30 (23 h 30)     | Liberty Bowl             | Simmons Bank Liberty Stadium Memphis (Tennessee)       | Jayhawks du Kansas (6–6)               | Razorbacks de l'Arkansas (6–6)            | 53 - 55 |
| 28 décembre 2022 | 20 h 00 (29/12, 2h00) | Holiday Bowl             | Petco Park San Diego (Californie)                      | Tar Heels de la Caroline du Nord (9–4) | #15 Ducks de l'Oregon (9–3)               | 27 - 28 |
| 28 décembre 2022 | 21 h 00 (29/12, 3h00) | Texas Bowl               | NRG Stadium Houston (Texas)                            | Red Raiders de Texas Tech (7–5)        | Rebels d'Ole Miss (8–4)                   | 42 - 25 |
| 29 décembre 2022 | 14 h 00 (20 h 00)     | Pinstripe Bowl           | Yankee Stadium Bronx, New York (New York)              | Orange de Syracuse (7–5)               | Golden Gophers du Minnesota (8–4)         | 20 - 28 |
| 29 décembre 2022 | 17 h 30 (23 h 30)     | Cheez-It Bowl            | Camping World Stadium Orlando (Floride)                | #13 Seminoles de Florida State (9–3)   | Sooners de l'Oklahoma (6–6)               | 35 - 32 |
| 29 décembre 2022 | 21 h 00 (30/10, 3h00) | Alamo Bowl               | Alamodome San Antonio (Texas)                          | #20 Longhorns du Texas (8–4)           | #12 Huskies de Washington (10–2)          | 20 - 27 |
| 30 décembre 2022 | 12 h 00 (18 h 00)     | Duke's Mayo Bowl         | Bank of America Stadium Charlotte (Caroline du Nord)   | #23 Wolfpack de NC State (8–4)         | Terrapins du Maryland (7–5)               | 16 - 12 |
| 30 décembre 2022 | 14 h 00 (20 h 00)     | Sun Bowl                 | Sun Bowl Stadium El Paso (Texas)                       | Panthers de Pittsburgh (8–4)           | #18 Bruins de l'UCLA (9–3)                | 37 - 35 |
| 30 décembre 2022 | 15 h 30 (21 h 30)     | Gator Bowl               | TIAA Bank Field Jacksonville (Floride)                 | #21 Fighting Irish de Notre Dame (8–4) | #19 Gamecocks de la Caroline du Sud (8–4) | 45 - 38 |
| 30 décembre 2022 | 16 h 30 (22 h 30)     | Arizona Bowl             | Arizona Stadium Tucson (Arizona)                       | Bobcats de l'Ohio (9–4)                | Cowboys du Wyoming (7–5)                  | 30 - 27 |
| 31 décembre 2022 | 12 h 00 (18 h 00)     | Music City Bowl          | Nissan Stadium Nashville (Tennessee)                   | Wildcats du Kentucky (7–5)             | Hawkeyes de l'Iowa (7–5)                  | 00 - 21 |
| 2 janvier 2023   | 12 h 00 (18 h 00)     | ReliaQuest Bowl          | Raymond James Stadium Tampa (Floride)                  | Fighting Illini de l'Illinois (8–4)    | #22 Bulldogs de Mississippi State (8–4)   | 10 - 19 |
| 2 janvier 2023   | 13 h 00 (19 h 00)     | Citrus Bowl              | Camping World Stadium Orlando (Floride)                | Boilermakers de Purdue (8–5)           | #17 Tigers de LSU (9–4)                   | 07 - 62 |

### Statistiques des bowls par conférences
| Conférences    | Bowls       | Bowls       | Bowls | Nb AP Poll |
| -------------- | ----------- | ----------- | ----- | ---------- |
| Conférences    | Nb disputés | Vic. - Déf. | %     | Nb AP Poll |
| ACC            | 9           | 5 - 4       | 55,6  |            |
| American (AAC) | 7           | 4 - 3       | 57,1  |            |
| Big 12         | 8           | 2 - 6       | 25,0  |            |
| Big Ten        | 9           | 5 - 4       | 55,6  |            |
| C-USA          | 6           | 3 - 3       | 50,0  |            |
| MAC            | 6           | 4 - 2       | 60,0  |            |
| Mountain West  | 7           | 3 - 4       | 42:9  |            |
| Pac-12         | 7           | 3 - 4       | 42,9  |            |
| SEC            | 11          | 6 - 5       | 54,5  |            |
| Sun Belt       | 7           | 3 - 4       | 42,9  |            |
| Indépendants   | 5           | 3 - 2       | 60,0  |            |

## Récompenses

### Trophée Heisman
Le Trophée Heisman récompense le joueur universitaire «le plus remarquable».
| Place | Joueurs finalistes   | Équipes    | Postes | Points |
| ----- | -------------------- | ---------- | ------ | ------ |
| 1     | Caleb Williams       | USC        | QB     | 2 031  |
| 2     | Max Duggan (en)      | TCU        | QB     | 1 420  |
| 3     | C. J. Stroud         | Ohio State | QB     | 539    |
| 4     | Stetson Bennett (en) | Georgia    | QB     | 349    |

### Autres trophées
| Dénomination du trophée                                                                | Joueur                         | Poste       | Équipe               | Réf.   |
| -------------------------------------------------------------------------------------- | ------------------------------ | ----------- | -------------------- | ------ |
| Trophée Associated Press (meilleur joueur de la saison)                                | Caleb Williams                 | QB          | USC                  | [ 23 ] |
| Lombardi Award (meilleur joueur de la saison)                                          | Will Anderson Jr.              | LB          | Alabama              | [ 24 ] |
| Maxwell Award (meilleur joueur de la saison)                                           |                                |             |                      |        |
| Trophée Sporting News (meilleur joueur de la saison)                                   |                                |             |                      |        |
| Walter Camp Award (meilleur joueur de la saison)                                       |                                |             |                      |        |
| Trophée Burlsworth (meilleur joueur ayant commencé sa carrière NCAA comme « walk-on ») | Stetson Bennett (en)           | QB          | Georgia              | [ 25 ] |
| Paul Hornung Award (en)                                                                | Jack Colletto (en)             | Neuf postes | Oregon State         | [ 26 ] |
| Trophée William V. Campbell                                                            | Jack Campbell (en)             | LB          | Iowa                 | [ 27 ] |
| Trophée Wuerffel                                                                       |                                |             |                      |        |
| Trophée Outland (meilleur joueur de ligne intérieur, offensif ou défensif)             | Olusegun Oluwatimi (en)        | C           | Michigan             | [ 28 ] |
| Trophée Jon-Cornish (meilleur joueur canadien)                                         | Chase Brown (en)               | RB          | Illinois             | [ 29 ] |
| Quarterback                                                                            |                                |             |                      |        |
| Davey O'Brien Award                                                                    | Max Duggan (en)                | QB          | TCU                  | [ 30 ] |
| Johnny Unitas Award (senior/4e année)                                                  | Max Duggan                     | QB          | TCU                  | [ 31 ] |
| Manning Award                                                                          |                                | QB          |                      |        |
| Running back                                                                           |                                |             |                      |        |
| Doak Walker Award                                                                      | Bijan Robinson                 | RB          | Texas                | [ 32 ] |
| Wide receiver                                                                          |                                |             |                      |        |
| Fred Biletnikoff Award                                                                 | Jalin Hyatt (en)               | WR          | Tennessee            | [ 33 ] |
| Tight end                                                                              |                                |             |                      |        |
| John Mackey Award                                                                      | Brock Bowers                   | TE          | Georgia              | [ 34 ] |
| Hommes de ligne                                                                        |                                |             |                      |        |
| Trophée Dave Rimington (center)                                                        | Olusegun Oluwatimi             | C           | Michigan             | [ 35 ] |
| Trophée Bronko Nagurski (meilleur joueur défensif)                                     | Will Anderson Jr.              | LB          | Alabama              | [ 36 ] |
| Chuck Bednarik Award (meilleur joueur défensif)                                        | Will Anderson Jr.              | LB          | Alabama              | [ 37 ] |
| Trophée Lott (meilleur impact défensif)                                                |                                |             |                      |        |
| Ted Hendricks Award (meilleur joueur de la ligne défensive)                            | Caleb Murphy                   | DE          | Ferris State-Div. II | [ 38 ] |
| Linebacker                                                                             |                                |             |                      |        |
| Dick Butkus Award (linebacker)                                                         | Jack Campbell                  | LB          | Iowa                 | [ 39 ] |
| Defensive back                                                                         |                                |             |                      |        |
| Jim Thorpe Award                                                                       | Tre'Vius Hodges-Tomlinson (en) | CB          | TCU                  | [ 40 ] |
| Équipes spéciales                                                                      |                                |             |                      |        |
| Lou Groza Award (kicker)                                                               | Christopher Dunn (en)          | PK          | NC State             | [ 41 ] |
| Ray Guy Award (punter)                                                                 | Adam Korsak                    | P           | Rutgers              | [ 42 ] |
| Jet Award (spécialiste des retours)                                                    |                                |             |                      |        |
| Patrick Mannelly Award (en) (long snapper)                                             |                                | LS          |                      |        |
| Peter Mortell Award (en) (holder)                                                      |                                | H           |                      |        |

| Dénomination du trophée                 | Entraîneur        | Équipe | Réf.   |
| --------------------------------------- | ----------------- | ------ | ------ |
| AFCA Coach of the Year (en)             | Sonny Dykes (en)  | TCU    | [ 43 ] |
| Associated Press Coach of the Year (en) | Sonny Dykes       | TCU    | [ 44 ] |
| Bobby Dodd Coach of the Year            | Willie Fritz (en) | Tulane | [ 45 ] |
| Eddie Robinson Coach of the Year        | Sonny Dykes       | TCU    | [ 46 ] |
| George Munger Award (en)                |                   |        |        |
| Home Depot Coach of the Year            | Sonny Dykes       | TCU    | [ 47 ] |
| Paul « Bear » Bryant Award              | Willie Fritz      | Tulane | [ 48 ] |
| Walter Camp Coach of the Year           | Sonny Dykes       | TCU    | [ 49 ] |

| Dénomination du trophée          | Entraîneur         | Poste | Équipe | Réf.   |
| -------------------------------- | ------------------ | ----- | ------ | ------ |
| AFCA Assistant Coach of the Year |                    |       |        |        |
| Broyles Award                    | Garrett Riley (en) | OC/QB | TCU    | [ 50 ] |